# Bruno Doucey
Œuvres principales
- Le Livre des déserts (2006)
- Le Prof et le poète (2007)
- L’Aventurier du désert (2010)
- Si tu parles, Marianne (2014)
- S'il existe un pays (2014)
- Ceux qui se taisent (2016)
- Lounès Matoub - Non aux fous de Dieu (2018)

Bruno Doucey est un poète, écrivain et éditeur de poésie français, né le 3 mai 1961 à Saint-Claude, dans le Jura.

## Biographie
Bruno Doucey commence sa carrière comme professeur de français dans le secondaire et poursuit en tant que formateur dans un IUFM tout en rédigeant des ouvrages pédagogiques à destination des enseignants, proposant notamment une réflexion sur la pédagogie de la poésie à l'école.
Auteur d'anthologies, de récits et de poèmes qui ont accompagné des expositions de peinture en France et à l'étranger, maître d’œuvre du Livre des déserts publié en 2006 dans la collection « Bouquins » des Éditions Robert Laffont, il dirige les Éditions Seghers à partir de 2002, pendant huit ans, jusqu'à leur mise en sommeil. Licencié, il dit avoir « [...] éprouvé du chagrin et de la colère. La colère m'a donné envie de poursuivre l'aventure, autrement. Fini le chagrin, l'enthousiasme est devenu mon moteur ». Il crée alors sa propre maison d'édition, consacrée à la poésie : les Éditions Bruno Doucey,. Désormais installé à Paris, il est également l'auteur — des années 1980 à nos jours —, d'une œuvre personnelle poétique et romanesque (poésie, récits, romans, essais...) et anime en outre une chaîne YouTube où il conduit notamment des « Apéros-poésie ».
Bruno Doucey est le compagnon de Murielle Szac, écrivaine, qui dirige la collection « Ceux qui ont dit non » aux éditions Actes Sud Junior.

## Les éditions Bruno Doucey
Bruno Doucey et Murielle Szac fondent en 2010 les Éditions Bruno Doucey, (diffusion: Harmonia Mundi), une structure de trois salariés qui publie des ouvrages bilingues ou trilingues. En 2018, le catalogue se compose d'une centaine de titres dont le tirage moyen affiché est de 1 200 copies, alors qu'en France, un tirage de 700 exemplaires est considéré comme un succès en poésie. Un des auteurs édités, Yvon Le Men, a reçu en 2019 le Prix Goncourt de la poésie,. À compter de septembre 2023, le recueil Mes Forêts de Hélène Dorion est porté au programme des épreuves anticipées de Français du baccalauréat.

## Bibliographie

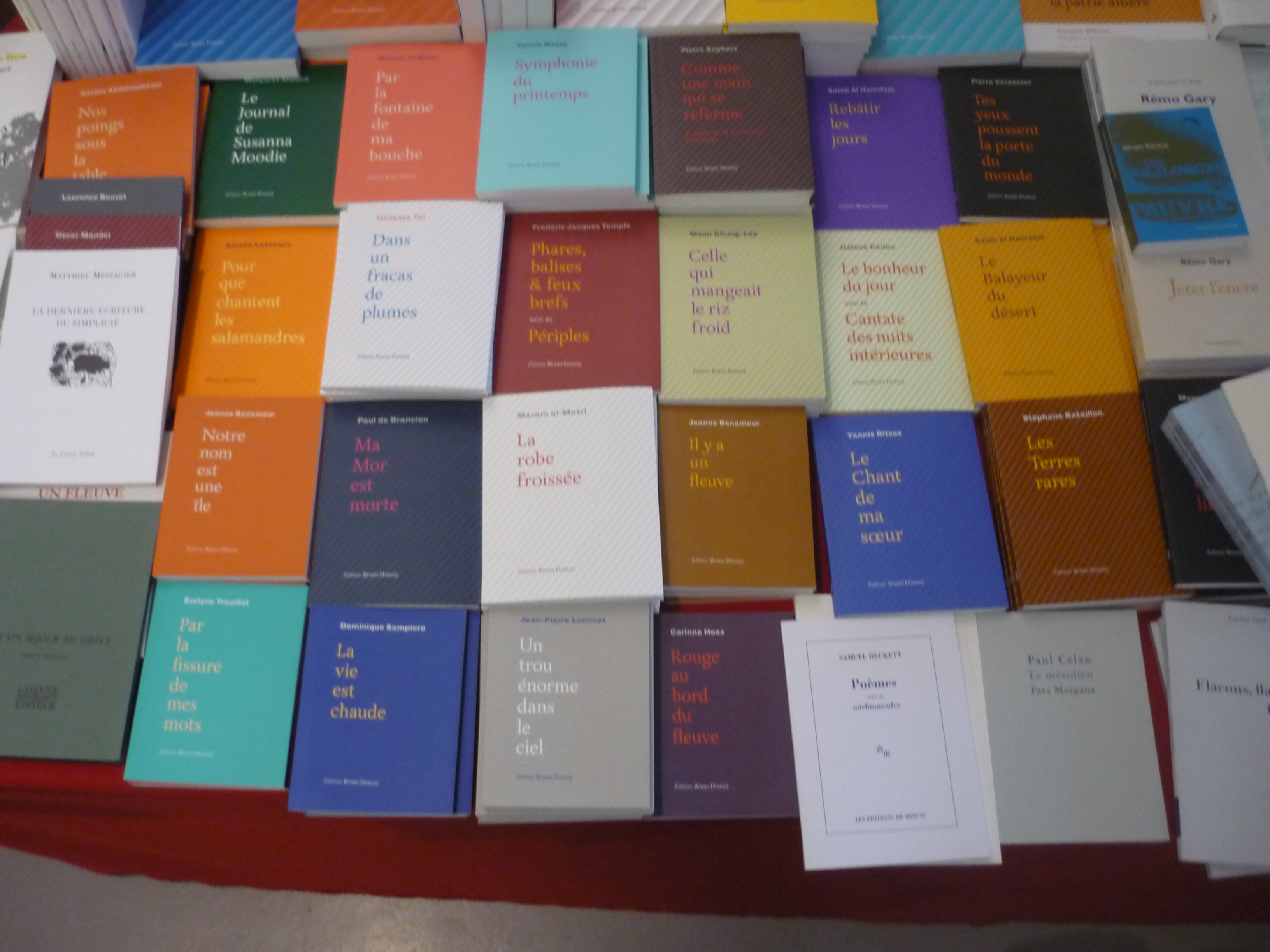
Un étalage de livres publiés par les éditions Bruno Doucey.

### Poésie
- Ukraine - 24 poètes pour un pays, introduction Ella Yevtouchenko, Addict Culture, 2022.
- 22 Bureau des longitudes, éditions Bruno Doucey, 2022.
- Des voix pour la Terre, anthologie de la collection « Poés'idéal » réalisée avec Ariane Lefauconnier et Pierre Kobel, éditions Bruno Doucey, 2021
- L'Emporte-voix, éditions La passe du vent, 2018
- Passagers d'exil, anthologie de la collection « Poés'idéal » réalisée avec Pierre Kobel, éditions Bruno Doucey, 2017  (ISBN 978-2362291616)
- Ceux qui se taisent, éditions Bruno Doucey, 2016
- Chants du métissage, anthologie de la collection « Poés'idéal » réalisée avec Pierre Kobel, éditions Bruno Doucey, 2015,  (ISBN 978-2362-290916)
- Quand on n'a que l'amour, anthologie de la collection « Poés'idéal » réalisée avec Sabine Péglion, éditions Bruno Doucey, 2015,  (ISBN 978-2362-290909)
- S'il existe un pays, éditions Bruno Doucey, 2014,  (ISBN 978-2362-290558)
- Vive la liberté !, anthologie de la collection « Poés'idéal » réalisée avec Pierre Kobel, éditions Bruno Doucey, 2014
- Guerre à la guerre, anthologie de la collection « Poés'idéal », éditions Bruno Doucey, 2014
- Oratorio pour Federico Garcia Lorca et autres poèmes (CD), textes et voix Bruno Doucey, guitare andalouse Pedro Soler, éditions sonores Sous la lime, 2011.
- Les Volcans de mon île, avec des gravures d’Ester, livre d’artiste, 2011.
- Oratorio pour Federico Garcia Lorca, avec des œuvres de Robert Lobet, livre d’artiste, éditions de la Margeride, 2011.
- La Neuvaine d’amour, Écrits des Forges / L’Amandier, Québec, 2010.
- Bien loin des pierres éboulées, in Lèvres urbaines, Écrits des forges (Québec), 2010.
- Sur un chemin kanak, avec des œuvres de Robert Lobet, livre d’artiste, éditions de la Margeride, 2010.
- Comme un fleuve et Sur un chemin kanak, revue Pyro, no 18 et 21, 2009.
- Embrasures (CD), poèmes de Bruno Doucey lus par l’auteur, Céline Liger et Claude Aufaure, éditions sonores Sous la lime, 2008.
- Poèmes au secret, Le Nouvel Athanor, 2006 (Prix de la SGDL 2007). Réédition augmentée en 2008, préface de René Depestre.
- Fulgurances, livret poétique accompagnant le CD du groupe New Tone Jazz Quartet, In the Groove, 1999.
- Choix de poèmes, in Les Cahiers de Saint-Germain-des-Prés, anthologie no 5, Le Cherche midi éditeur, 1981.

### Récits
- Ne pleure pas sur la Grèce, éditions Bruno Doucey, collection « Sur le fil », 2021
- Le carnet retrouvé de monsieur Max, éd. Bruno Doucey, collection « Sur le fil », 2015
- Si tu parles, Marianne, éd. Élytis, 2014
- L’Aventurier du désert, illustrations Jean-Michel Charpentier, photographies Jules Jacques, éditions Élytis, Bordeaux, 2010.
- La Cité de sable (nouvelles), éditions Rhubarbe, 2007 (Ouvrage traduit en espagnol).
- « Paristanboul » (nouvelle), Fantômes du jazz, Les Belles Lettres, 2006.
- « Le Rémanent » (nouvelle), Mystères, diableries et merveilles en Champagne, Ardennes et dans le reste du monde, Le Coq à l’âne, Reims, 2003.
- « L'Étrange Disparition de Felipe Perez Consuello » (nouvelle), in Une Anthologie de l’imaginaire, Rafaël de Surtis, coll. « Pour une Fontaine de feu », 2000.

### Jeunesse
- Enfantaisie – Poèmes à lire et à entendre, livre-disque (en collaboration avec Christian Poslaniec), éditions Sous la lime, 2012[9].
- « S.P.T.C. 22 » (nouvelle) in Non à l’individualisme (avec Gérard Dhôtel, Nimrod, Maria Poblète, Elsa Solal, Murielle Szac), Actes Sud Junior, coll. « Ceux qui ont dit non », 2011.
- Théodore Monod, un savant sous les étoiles (illustrations de Zaü), À dos d’âne, coll. « Des graines et des guides », 2010.
- Federico Garcia Lorca, non au Franquisme (roman), Actes Sud Junior, coll. « Ceux qui ont dit non », parution mai 2010[10].

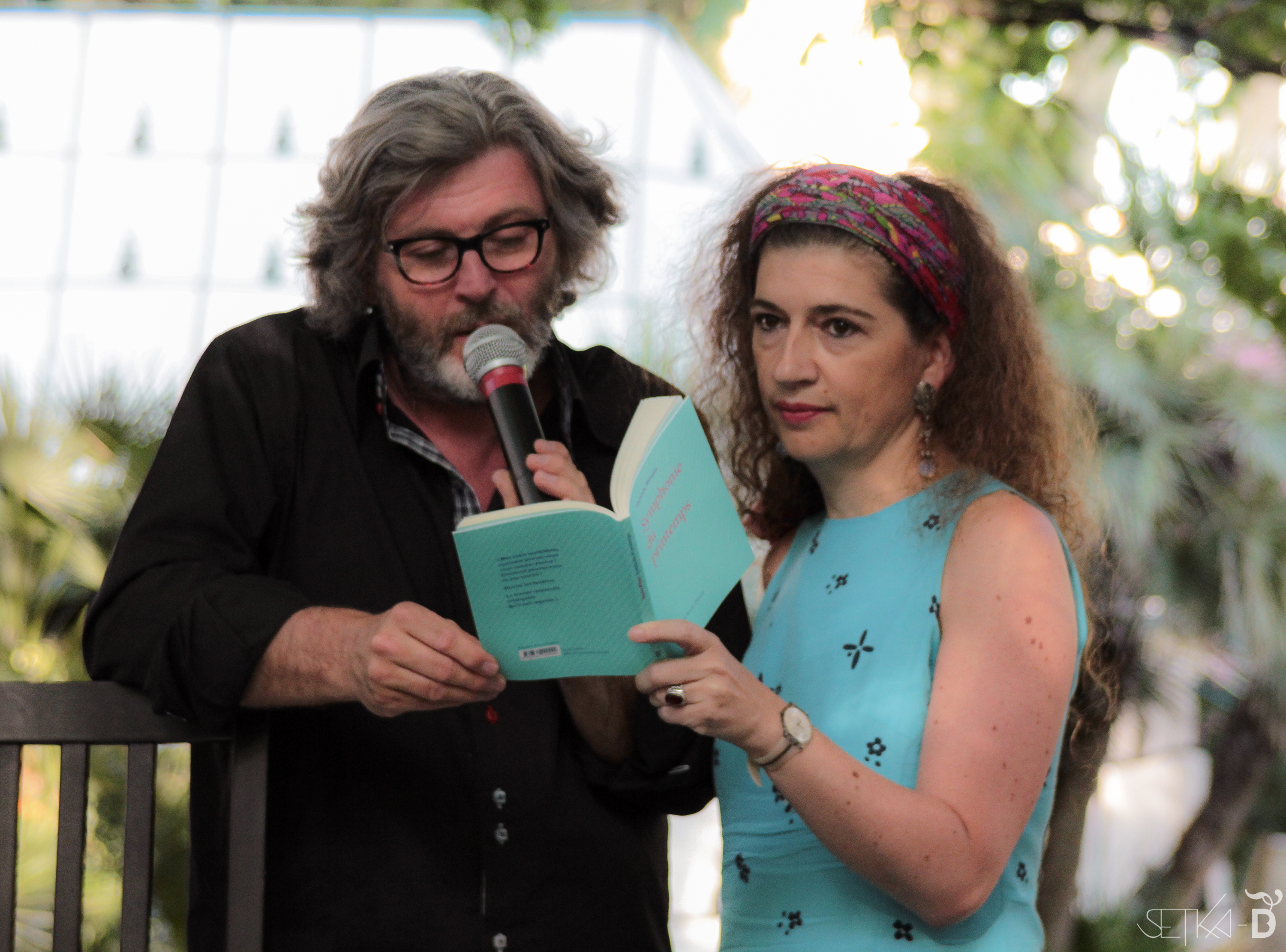
Bruno Doucey et Murielle Szac lisent Yannis Ritsos (Festival de Sète 2012)

- Victor Jara, non à la dictature (roman), Actes Sud Junior, coll. « Ceux qui ont dit non », 2008 (Ouvrage traduit en portugais, coréen et catalan), co-lauréat du prix des Droits de l’Homme, 2009[10].
- Moïse (roman), Retz, 2001 (ouvrage traduit en espagnol).
- Aimé Césaire, un volcan nommé poésie, À dos d'âne, coll. «  Des graines et des guides  », parution septembre 2014.
- Lounès Matoub, non aux fous de Dieu (roman), Actes Sud Junior, coll. « Ceux qui ont dit non », 2018
- Pablo Neruda : Non à l'humanité naufragée, Actes Sud Junior, coll. ASJ - Romans, 2020

### Anthologies
- Enfances – Regards de poètes (en collaboration avec Christian Poslaniec et Alexis Bernaut), Éditions Bruno Doucey, coll. « Tissages », 2012.
- Outremer – Trois océans en poésie (en collaboration avec Christian Poslaniec), Éditions Bruno Doucey, coll. « Tissages », 2011.
- Terre de femmes – 150 ans de poésie féminine en Haïti (en collaboration avec Marie-Laurence Jocelyn Lassègue et Johanna Pélissier), Éditions Bruno Doucey, coll. « Tissages », 2010.
- Poésies de langue française (en collaboration avec Stéphane Bataillon et Sylvestre Clancier), 144 poètes d’aujourd’hui autour du monde, Seghers 2008.
- Je est un autre, Seghers, 2008 (en collaboration avec Christian Poslaniec).
- La Poésie engagée (en collaboration avec Christine Chollet), éditions Gallimard, coll. « La Bibliothèque Gallimard », 2001.
- La Poésie lyrique (en collaboration avec Christine Chollet), éditions Gallimard, coll. « La Bibliothèque Gallimard », 2002.

### Essais
- Petit éloge de la lenteur, (avec des illustrations de Zaü), Éditions du Calicot, 2019
- Pierre Seghers, Poésie la vie entière : résister, éditer, écrire, Éditions Musée du Montparnasse / IMEC, 2011.
- Agadez (avec des photographies d’Edmond Bernus), Transbordeurs, coll. « Cités », 2007.
- Le Prof et le poète – A l’école de la poésie, Entrelacs, coll. «  Connivences  », 2007
- Le Livre des déserts, itinéraires scientifiques, littéraires et spirituels (direction d’ouvrage), Robert Laffont, coll. « Bouquins » 2006.
- Désert, de J.- M. G. Le Clézio, Hatier, coll. « Profil d'une œuvre », 1994.
- Francis Ponge, cinq clefs pour aborder l'œuvre, cinq textes expliqués, Hatier, coll. « Profil d'une œuvre », 1993.
- La Ronde de nuit de Patrick Modiano, Hatier, coll. « Profil d'une œuvre », 1992.

### Ouvrages pédagogiques

#### Lycée
- Patrick Modiano, Dora Bruder (lecture accompagnée), éditions Gallimard, coll. « La Bibliothèque Gallimard », 2004.
- Bac 99, français 1re L - Hugo, Rousseau, Les mythes antiques (ouvrage collectif), Hatier, coll. « Profil / les corrigés. », 1998.
- Bac 98, français 1re L - La Fontaine, Rousseau, Giraudoux (ouvrage collectif), Hatier, coll. « Profil / les corrigés. », 1997.

#### Collège
- La Résistance en poésie, Magnard, coll. « Classiques et contemporains », 2008 (en collaboration avec Josiane Grinfas).
- J.-M.G Le Clézio, Pawana (lecture accompagnée), Gallimard, coll. « La Bibliothèque Gallimard », 2003.

#### École primaire
- Le Policier, anthologie pour le cycle 3, en collaboration avec Dominique Mégrier et Alain Héril), Retz, coll. « Littérathèmes », 2003.
- Le Monde des animaux, anthologie pour le cycle 3, en collaboration avec Dominique Mégrier et Alain Héril), Retz, coll. « Littérathèmes », 2003.

## Autour de Bruno Doucey
- Le Second entretien, in Mange Monde, no 2, Editions Rafael de Surtis, décembre 2011.
- Nouvel éditeur, Doucey en poésie, in Livres Hebdo, 14 mai 2010.
- Le nouveau territoire du livre, in Le Point, spécial Paris 11e, 28 octobre 2010.
- De nouveaux éditeurs très « pros » , in Livres hebdo, 17 décembre 2010.
- 3 questions à Bruno Doucey, fondateur de la maison d'édition éponyme, in L'école aujourd'hui, 16 février 2011.
- Quand la poésie fait de la résistance, in 20 minutes, 7 mars 2011.
- Auteur et éditeur sanclaudien, Bruno Doucey allie ce jeudi peinture et poésie, in Voix du Jura, 17 mars 2011.
- Bruno Doucey prophète en son pays, in Le Progrès, 17 mars 2011.
- Bruno Doucey : un poète et éditeur, natif de Saint-Claude, à la rencontre du public, in Le Courrier indépendant, 17 mars 2011.
- La poésie du premier jour, in Le Journal du Dimanche, 1er janvier 2012.
- La poésie, une passion française, in Le Magazine littéraire, février 2012.